# Lục bảo
 #50C878 
Màu lục bảo (emerald) là một sắc thái của màu xanh lá cây (màu lục) với đặc thù là nhạt và sáng hơn, và thiên hướng xanh lam rất mờ. Nó có tên gọi như vậy là do rất gần với màu của ngọc lục bảo.
Ireland thường được gọi là "Hòn đảo Lục bảo" (the Emerald Isle) vì tại đó mưa quá nhiều nên cây cối luôn xanh.

## Tọa độ màu
- Số Hex = #50C878
- RGB (r, g, b) = (80, 200, 120)
- CMYK (c, m, y, k) = (60, 0, 40, 22)
- HSV (h, s, v) = (140, 60, 78)